# Atlanta Reign
Atlanta Reign ist ein amerikanisches professionelles Overwatch Esports Team. Es hat seinen Team Sitz in Atlanta, Georgia. Das Team tritt in der Overwatch League (OWL) als Mitglied der Atlantic Division an. Das Team gehört Atlanta Esports Ventures, einer Vereinigung von Cox Enterprises und Province. Das Team ist ab der zweiten Saison dabei, welche im Jahre 2019 beginnt.

## Spieler
| No. | Overwatch Name | Name           | Heimatsort                     | Rolle   | Beitritt           |
| --- | -------------- | -------------- | ------------------------------ | ------- | ------------------ |
| 8   | Hawk           | Xander Domecq  | Vereinigte Staaten von Amerika | Tank    | 31. Oktober 2019   |
| 71  | vigilante      | Joon Kim       | Südkorea                       | Support | 18. September 2022 |
| 7   | Stalk3er       | Hak Yong Jeong | Südkorea                       | DPS     | 23. November 2022  |
| 2   | LIP            | Jae Won Lee    | Südkorea                       | DPS     | 24. November 2022  |
| 31  | Fielder        | Jun Kwon       | Südkorea                       | DPS     | 29. Oktober 2022   |
| 9   | ChiYo          | Hyeonseok Han  | Südkorea                       | Support | 23. Dezember 2022  |
| 0   | D0NGHAK        | Min-Sung Kim   | Südkorea                       | Tank    | 21. Februar 2023   |

## Ehemalige Spieler
| No. | Overwatch Name | Name               | Heimatsort                     | Rolle   | Transaction notes         |
| --- | -------------- | ------------------ | ------------------------------ | ------- | ------------------------- |
| 99  | Dafran         | Daniel Francesca   | Kopenhagen, Dänemark           | Schaden | Austritt am 28. März 2019 |
| 5   | Kodak          | Steven Rosenberger | Frankfurt am Main, Deutschland | Heiler  | Austritt am 10. Juni 2019 |